# CBS News Radio
Die CBS News Radio ist der Hörfunk-Nachrichtendienst des US-amerikanischen Networks CBS aus New York City. Die CBS News werden von angeschlossenen Radiostationen in den USA übertragen (Affiliates).
Die Redaktion produziert verschiedene Nachrichtenformate; Hauptproduktionen sind die stündliche Nachrichtensendung sowie halbstündliche „News-Updates“. Das CBS News Radio betreibt mit seinen Produktionen auch das 24-Stunden-Radio-Nachrichten-Network CBSN.

## Geschichte

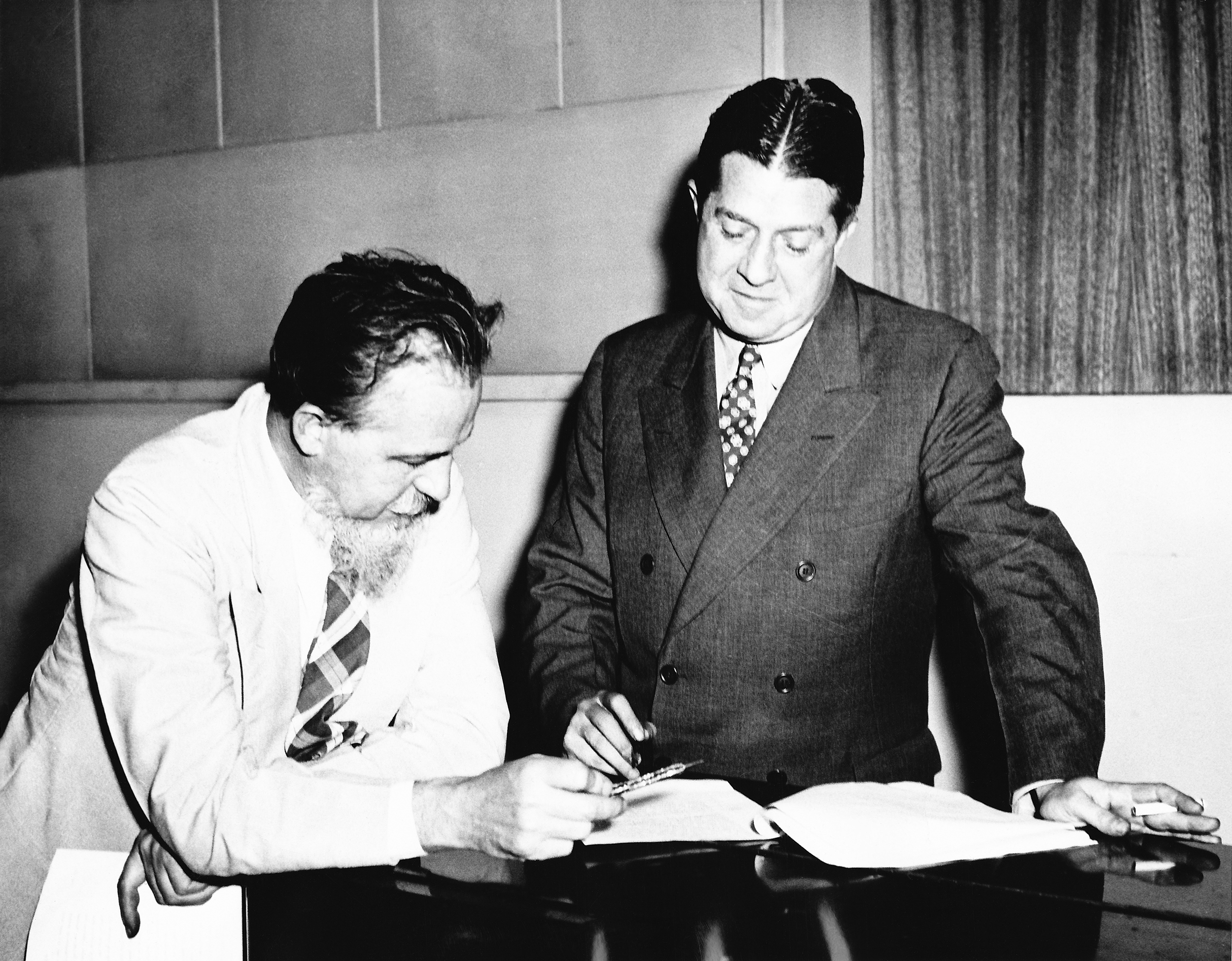
Autor Rex Stout und CBS News Direktor Paul White sichten Nazi-Propaganda, um sie im CBS Radio Counterpropaganda Programm Our Secret Weapon zu präsentieren. Aufnahme: Oktober 1942

Die Geschichte des CBS News Radio ist eng mit der Entwicklung eines der ältesten Medien-Networks in den Vereinigten Staaten verbunden. Mit dem Ausbau von CBS wuchsen auch die Ansprüche an die Radionachrichten der CBS-Stationen. In den 1930er Jahren holte das Network die renommierten Zeitungsjournalisten Edward Klauber und Paul White um eine Radio-Nachrichtenredaktion aufzubauen. Die Stimmen der CBS-Journalisten H.V. Kaltenborn, Edward R. Murrow, William L. Shirer, Eric Sevareid, Robert Trout und vieler anderer waren auf CBS Radio News zu hören.
Im Laufe der Zeit begannen  weitere Radio-Stationen, die CBS-Nachrichten zu übernehmen. Zur Verbreitung trug auch bei, dass CBS technische Pionierarbeit bei der Erschließung neuer Übertragungswege leistete; so war das Network führend bei der internationalen Ausstrahlung via Kurzwelle und der Einführung von UKW-Radio sowie später bei dem Fernsehen in Amerika.
Als CBS Radio News gestartet, wurde der Name in CBS News Radio geändert.
2016 erklärte der CEO Leslie Moonves, der Konzern werde seine Radiosparte verkaufen. Während der Mutterkonzern seinen Börsengang vorbereitete, wurde am 2. Februar 2017 bekannt, dass der konkurrierende Konzern Entercom alle CBS-Radiostationen übernimmt. Die Radionachrichten blieben jedoch bei CBS News und die meisten ehemaligen CBS-Stationen und die Stationen von Entercom übernehmen weiterhin das CBS News Radio.

## Programm
Die Hauptproduktion von CBS News Radio ist die Hauptnachrichtensendung (top-of-the-hour newscasts) zur vollen Stunde und News-Updates zur halben Stunde. Diese Formate werden durchgängig rund um die Uhr produziert.

## Verbreitungswege
Die Produktionen von CBS News Radio werden rund um die Uhr mittels eigenem Newsfeed und dem Distributions-Dienst Westwood One (Cumulus Media) den angeschlossenen Stationen zur Verfügung gestellt. Seit August 2017 kooperiert CBS News Radio mit dem Satellitenüberspieldienst Skyview Networks, mit dem individuell zusammengestellte Inhalte an Affiliates übertragen werden.